# Dardo
«Дардо» (англ. Dardo) — зенитно-артиллерийский комплекс, разработанный по заказу ВМС Италии. Состоит на вооружении ВМС Италии, а также  ВМС Венесуэлы, ВМС Перу,  ВМС Ирака,  ВМС Малайзии,  ВМС Южной Кореи. Предназначен для противоракетной и противовоздушной обороны корабля. «Дардо» имеет наиболее крупный калибр из всех существующих ЗАК.

## Разработка
Разработка комплекса началась в 1970-х годах. Головным разработчиком стала итальянская компания «Бреда мекканика», а электронную часть изготовила компания «Селения энд Элсаг». В 1976 году «Дардо» был принят на вооружение ВМС Италии.

## Конструкция
Комплекс включает в себя башенную установку Breda Compact type 70, РЛС управления огнём SPG-74, компьютер и пульт управления.
Артиллерийскую часть комплекса составила спаренная установка 40-миллиметровых автоматических пушек Bofors L70, разработки шведской фирмы «Бофорс», которые производятся «Бреда мекканика» по лицензии. Орудия действуют за счёт отдачи ствола, отличаются надёжностью и точностью, скорострельность на один ствол - 300 выстрелов в минуту.